# Шварц, Йозеф
Йозеф «Зепп» Шварц (род. 20 мая 1941 года, Штрабовиц, Судетская область, Третий рейх, ныне — Требовице, Пардубицкий край, Чехия) — западногерманский легкоатлет, прыгун в длину. Известен тем, что в 15 июля 1970 года в Штутгарте совершил прыжок на 8,35 м, повторив рекорд Европы, принадлежащий Игорю Тер-Ованесяну и рекорд мира для равнинных стадионов, принадлежащий Ральфу Бостону. В том же году выиграл Кубок Европы по лёгкой атлетике.
Выступал на Олимпийских играх 1972 года в Мюнхене, где занял в квалификации 19-е место с результатом 7,63 м.
Был чемпионом (в 1965 году) и серебряным призёром (в 1966 году) чемпионата ФРГ в беге на 200 метров, серебряным призёром (в 1966 году) в беге на 100 метров, чемпионом (в 1970 году) и трижды серебряным призёром (в 1967, 1971 и 1972 годах) по прыжкам в длину.